# Optioservus quadrimaculatus
Optioservus quadrimaculatus är en skalbaggsart som först beskrevs av Horn.  Optioservus quadrimaculatus ingår i släktet Optioservus och familjen bäckbaggar. Inga underarter finns listade i Catalogue of Life.